# X-Car: Experimental Racing
X-Car: Experimental Racing is een computerspel voor het platform Microsoft Windows. Het spel werd uitgebracht in 1997. 